# 베다 수학
《베다 수학》 (Vedic mathematics)은 인도의 수학자 스와미 바라타 크리슈나 티르타가 쓴 수학 책이다. 구전(口傳)으로만 전해온 브라만의 경전, 베다(Veda)경전의 계산과 수학에 관련된 수트라(Sutura)의 야타르바 베다(Atharva-veda)의 원문을 모두 해석하고 16개의 수트라와 13개의 술바수트라스(이 법칙의 파생)를 재구성한 베다수학은 인도 지역에서 전통적으로 발전해온 수학이다.

## 16가지 중요 수트라(격언,규칙)
1. 하나 앞의 수보다 하나 많게
2. 모두 9에서, 마지막은 10에서
3. 수직 방향으로, 십자 방향으로
4. 이항하여 적용하기
5. 사무카야가 같다면 사무카야는 0이다
6. 1이 비례하면 다른 것은 0이다
7. 더하기, 빼기
8. 완성 혹은 미완성
9. 미적분
10. 버리기
11. 특정적, 일반적
12. 마지막 수의 나머지
13. 끝자리 수, 뒤에서 두 번째 자리 수의 두 배
14. 하나 앞의 수보다 하나 적게
15. 덧셈의 결과
16. 모두 곱한 수(승수)

## 베다 수학 덧셈
하나의 예를 들자면 45+27은 다음과 같은 순서로 계산한다.
40,60,70,72
다음은 베다 수학의 덧셈 방법이다.
1. 40 + 20 = 60를 더하고 60을 기억한다.
2. 5 + 7 = 12을 더하고 2를 기억하고 10을 앞으로 넘긴다.
3. 60과 10을 더해 70을 기억한다.
4. 70과 2를 더한 72가 답이다.

비교를 위해 일반 수학의 덧셈 방법을 아래에 제시한다.
1. 5 + 7 = 12를 더하고 2을 기억하고 10을 앞으로 넘긴다.
2. 40 + 20 = 60을 더하고 60을 기억한다.
3. 60과 10을 더해 70을 기억한다.
4. 70과 2를 합친 72가 답이다.

## 베다 수학 뺄셈
다음은 베다수학의 뺄셈 방법이다.

### 1의 자리에 받아내림이 있는 경우
예를 들어, 97-19는 다음과 같이 계산한다.
97 - 19 = 78
1. 뺄셈에서 빼는 수에 보수를 더하여 10의 배수로 만든다
2. (2)의 결과에 보수를 더한다. (77 + 1 = 78)

### 백이나 천에서 1의자리가 0이 아닌 수를 뺄 경우
1000-146은 다음과 같이 계산한다.
1. 100의 자리와 10의 자리는 더해서 9가 되는 수의 보수를 찾는다. (99 - 14 = 85 )
2. 1에 1의 자리를 더해서 10이 되는 수를 찾는다. (1000 - 146 = 854)

## 베다 수학 곱셈
베다 수학의 곱셈 방법은 특별하고 다양하다.
암산:예를 들어 45{\displaystyle \times }27은 다음과 같은 순서로 계산한다.
다음은 인도 수학의 곱셈 방법이다.
1. 40과 20을 곱한 40 {\displaystyle \times } 20 = 800에서 800을 기억한다.
2. 40과 7을 곱한 40 {\displaystyle \times } 7 = 280에서 80을 기억하고 200을 앞으로 넘긴다.
3. 800 대신, 800과 200를 더한 1000을 기억한다.
4. 5와 20을 곱한 5 {\displaystyle \times } 20 = 100에서 0을 기억하고 100을 앞으로 넘긴다.
5. 1000 대신, 1000과 100을 더한 1100을 기억한다.
6. 5와 7을 곱한 5 {\displaystyle \times } 7 = 35에서 5를 기억하고 30을 앞으로 넘긴다.
7. 80대신, 80 + 30 = 110에서 100과 10을 앞으로 넘긴다.
8. 1100 대신, 1100과 100을 더한 1200을 기억한다.
9. 기억한 숫자들인 1200 + 10 + 5 = 1215가 답이다.

필산1:교차 곱셈을 한다. 예를 들어, 53{\displaystyle \times }77은 다음과 같은 순서로 계산한다.
1. 필산식을 쓴다.
2. 10의 자리 수 5와 7을 곱한 35를 기억한다.
3. 교차하여 5와 7, 3과 7을 각각 곱한 결과 35와 21을 더한 56을 기억한다.
4. 1의 자리 수 3과 7을 곱한 21을 기억한다.
5. 나란히 순서대로 쓴 뒤, 순서대로 쓴 후에 10이 넘는 수는 올림을 해서 계산한다.
6. (5)의 과정대로 하면, 35(5)6(2)1이 되므로, 4081이 답이 된다.

필산2:보수 계산을 한다. 예를 들어, 88{\displaystyle \times }97은 다음과 같은 순서로 계산한다.
1. 필산식을 쓴다.
2. 100을 기본수로 하여 88과 97의 보수 12와 3을 각각의 수 오른쪽에 적는다.
3. 서로 교차하여 뺀 수(88 - 3, 97 - 12) 85를 기억한다.
4. 보수 12와 3을 곱한 수 36을 기억한다.
5. (2)의 수와 (3)의 수를 나란히 쓰면 답이 된다. 순서대로 쓴 후에 10이 넘는 수는 올림을 해서 계산한다.
6. (5)의 과정대로 하면 8536이 답이 된다.

일반 수학의 곱셈과 차이점은 덧셈에서도 보았듯이 높은 자리수부터 먼저 계산해서 아래로 내려간다.

### 1의 자리가 작은 두 자리 수
36×11은 다음과 같이 계산한다.
1. 10의 배수 + 1의 자리로 곱하는 수를 변형한다. (11 = 10 + 1)
2. 10의 배수를 곱한다. (36 × 10 = 360)
3. 곱하려는 수 ×1의 자리수를 (2)에 더한다. (360 + (36 × 1) = 396)

### 1의 자리가 큰 두 자리 수
32×19는 다음과 같이 계산한다.
1. '10의 배수 - 보수'로 곱하는 수를 변형한다. (19 = 20 - 1)
2. 10의 배수를 곱한다. (32 × 20 = 640)
3. 곱하려는 수 × 보수를 (2)에 뺀다. (640 - 32 × 1 = 608)

### 짝수와 1의 자리에 5가 있을 때
14×45는 다음과 같이 계산한다.
1. 곱하려는 수를 'x × 2'로 변형한다. (14 = 7 × 2)
2. '2'와 곱하는 수를 곱한다. (2 × 45 = 90)
3. 'x'와 (2)를 곱한다. (7 × 90 = 630)

### 25를 곱할 때
48×25는 다음과 같이 계산한다.
1. 곱하려는 수에 '100'을 곱한다. (48 × 100 = 4800)
2. (2)를 4로 나눈다. (4800 ÷ 4 = 1200)

### 4의 배수와 25의 배수를 곱할 때
24×75는 다음과 같이 계산한다.
1. 곱하려는 수를 'x × 4'로 변형한다. (24 = 6 × 4)
2. 곱하는 수를 'y × 25'로 변형한다. (75 = 3 × 25)
3. 'x × y'에 '100'을 곱한다. (6 × 3 × 100 = 1800)

### 두 개의 수가 11~19 사이에 있을 때
13×12는 다음과 같이 계산한다.
1. 곱하려는 수에 곱하는 수의 1의 자리를 더한다. (13 + 2 = 15)
2. 1의 자리끼리 곱한다. (3 × 2 = 6)
3. (1)에 10을 곱해서 (2)를 더한다. (15 × 10 + 6 = 156)

### 두 개의 수 중 10의 자리가 같을 때
23×22는 다음과 같이 계산한다.
1. 곱하려는 수에 곱하는 수의 1의 자리를 더한다. (23 + 2 = 25)
2. 1의 자리끼리 곱한다. (3 × 2 = 6)
3. (1)에 '10의 자릿수 × 10'을 곱해 (2)를 더한다. (25 × 2 × 10 + 6 = 506).

### 두 개의 수 모두 1의 자리가 5일 때
55×75는 다음과 같이 계산한다.
1. 10의 자리끼리 곱한다. (5 × 7 = 35)
2. 10의 자리끼리 더해서 2로 나눈다. ((5 + 7) ÷ 2 = 6)
3. (1)과 (2)를 더해서 100을 곱해 25를 더한다. ((35 + 6) × 100 + 25 = 4125)

### 10의 자리가 같고 1의 자리끼리 더해서 10이 될 때
81×89는 다음과 같이 계산한다.
1. 10의 자릿수 + 1과 10의 자리를 곱한다. ((8 + 1) × 8 = 72)
2. 1의 자리끼리 곱한다. (1 × 9 = 9)
3. (1)에 100을 곱해 (2)를 더한다. (72 × 100 + 9 = 7209)

### 1의 자리가 같고 10의 자리끼리 더해서 10이 될 때
43×63은 다음과 같이 계산한다.
1. 10의 자리끼리 곱해서 1의 자리를 더한다. (4 × 6 + 3 = 27)
2. 1의 자리끼리 곱한다. (3 × 3 = 9)
3. (1)에 100을 곱하고 (2)를 더한다. (27 × 100 + 9 = 2709)

### 두 개의 수의 평균이 10의 배수가 될 때
19×21은 다음과 같이 계산한다.
1. 두 개의 수의 평균을 구한다. ((19 + 21) ÷ 2 = 20)
2. 평균에 대한 최솟값의 보수를 구한다. (20 - 19 = 1)
3. 평균 × 평균에서 보수 × 보수를 뺀다. (20 × 20 - 1 × 1 = 399)

### 두 개 수가 100에 가까울 때
98×97은 다음과 같이 계산한다.
1. 100에 대한 두 개 수의 보수를 구한다. (100 - 98 = 2, 100 - 97 = 3)
2. 100에서 두 개의 보수를 더한 수를 뺀다. (100 - (2 + 3) = 95)
3. (2)에 100을 곱해서 2 개의 보수를 곱한 수를 더한다(95 × 100 + 2 × 3 = 9506)

### 십의자리수가 0인 3자리수
103×104는 다음과 같이 계산한다.
1. 곱하는수와 곱하려는 수의 1의 자리수를 더한다.

(103 + 4 = 107)
1. 1의 자리수를 곱한다.

(3 × 4 = 12)
1. (1)에 100을 곱하고 (2)를더한다.

(107 × 100 + 12 = 10712)

### 어떤수에 11을 곱할 때
16×11은 다음과 같이 계산한다.
1. 곱하려는 수를 양쪽으로 벌린다.

(1□6)
1. 곱하려는 수의 일의 자리수와 십의자리수를 빈칸 안에 넣는다.

(176)

## 베다 수학 제곱
제곱의 계산 방법은 다음과 같다.
9의 제곱은 다음과 같이 계산한다.
1. 가장 가까운 제곱 수인 109 ~ 1010을 쓴다. 이때, 지수가 10을 넘지 않도록 한다.
2. 최대 수 9에서 최소 수 1을 뺀다. (9 - 1 = 8) 그리고 왼쪽에 답을 쓴다.
3. 그리고 오른쪽의 제곱을 계산하여, 12을 계산한다. 그리고 오른쪽에 그 답을 쓰면 9의 제곱은 81이 된다.

비슷하게  82 = 64, 72 = 49.
다음은 거듭제곱 계산 예제이다:
{\displaystyle 11^{2}=(11+1)\cdot 10+1^{2}=121.\,}
{\displaystyle 12^{2}=(12+2)\cdot 10+2^{2}=144.\,}
{\displaystyle 14^{2}=(14+4)\cdot 10+4^{2}=18\cdot 10+16=196.\,}
{\displaystyle 25^{2}=[(25+5)\cdot 2]\cdot 10+5^{2}=625.\,}
{\displaystyle 35^{2}=[(35+5)\cdot 3]\cdot 10+5^{2}=40\cdot 3\cdot 10+25=1225.\,}
이때 위 5개 식에서의 공통 공식은 {\displaystyle a^{2}=(a+b)(a-b)+b^{2}}이다. 이 공식에서 역시 지수가 10을 넘지 않도록 한다.

## 베다 수학으로 방정식 풀기
이 부분은 사무카야가 같다면 사무카야는 0이다 부분에 나온다.
수학에서 주어진 방정식을 푸는 것은 어려운 일이다. 산스크리트어로는 사무카야라고 부른다. 여기서 언급하는 방정식 역시 베다 수학으로 풀 수 있다. 그 중에서 가장 간단한 일차방정식인 "12x - 3x = 4x + 5x"를 풀어보자. 여기서 일차방정식의 해 "x"는 x = 0이다. 여기서 사무카야가 같다면 사무카야는 0이다가 베다 수학의 또 한가지 수트라로 나온 것이다. 그리고 또 다른 일차방정식인 (x + 7) (x + 9) = (x + 3) (x + 21)을 풀어보자. 이 방정식(사무카야) 역시 수트라의 원리를 이용하면 7 × 9 = 3 × 21로 나와서 x = 0 이 답이 된다. 그렇다면 분수방정식은 어떻게 푸는 건지 분수방정식 1/ (2x − 1) + 1/ (3x − 1) = 0을 풀어보자. 이것을 일차방정식으로 간략화하면 5x – 2 = 0이 나온다. 이 일차방정식의 답은 x = 2/5이다.
그러면 계수가 높고 분수의 분자와 분모가 모두 일차식으로 되어 있는 분수방정식은 어떻게 푸는 건지 아래의 주어진 방정식으로 풀어 보자.
{\displaystyle {2x+9 \over 2x+7}={2x+7 \over 2x+9}.}
위 분수방정식을 일차방정식화하면 4x + 16 = 0이 되어서 답은 x = −4가 된다.
이제 이 답이 어떻게 나오는지 알아보자. 베다 수학을 이용하여 위의 분수방정식을 풀 때 필요한 두 가지는 N1, N2, D1, D2이다. N1/D1 = N2/D2이고 N1 + N2 = D1 + D2 라면 합은 0이 된다. 위 식에서의 해를 구하기 전에 나오는 답은 x2이다. 그리고, 만약 N1 − D1 = N2 − D2라면 사무카야는 0이 된다. 그리고 그 방정식의 해는 제곱근으로 나오며 무리방정식의 형태로 된다.
아래의 주어진 분수방정식과 위에서 언급한 식으로 풀어 보자.
{\displaystyle {1 \over x-7}+{1 \over x-9}={1 \over x-6}+{1 \over x-10}.}
그러면 D1 + D2 = D3 + D4 = 2x − 16일 때는 어떻게 되는지 알아보면 답은 x = 8이다.
위의 주어진 분수방정식을 간단하게 해 보자. 약분을 하고 분수를 없애면 다음과 같이 정수형의 삼차방정식으로 된다.
{\displaystyle (x-3)^{3}+(x-9)^{3}=2(x-6)^{3}.}
여기서 일차방정식으로 줄이면 x − 3 + x − 9 = 2 (x − 6), (x − 6) = 0 or x = 6이 된다.
그러나 진짜는 위의 방정식을 복소수화시키는 것이므로 {\displaystyle (x-3)^{2}+(x-9)^{2}=2(x-6)^{2}}를 복소수화 시키면
{\displaystyle {(x+3)^{3} \over (x+5)^{3}}={x+1 \over x+7}.}
이 되어서 일차방정식은 N1 + D1 = N2 + D2 = 2x + 8이 되어 x = −4가 된다.

### 베다 수학으로 연립방정식 풀기
아래의 수식은 모두 x와 y의 계수가 보통과 다르게 큰 숫자로 되어 있다. 그러나 잘 보면 아래의 두 개의 식은 비례 관계가 있음을 알 수 있다. 예를 들면 다음과 같다:
6x + 7y = 8
19x + 14y = 16
위의 두 방정식에서 잘 보면 y의 계수가 위쪽은 7, 아래쪽은 14이므로 1 : 2의 비를 이루고 있음을 알 수 있다.
따라서 나머지 1 : 2, 즉 8과 16은 0이 되어 x = 0이 된다. 이렇게 하면 위 연립방정식은 x = 0, y = 8/7의 해를 갖는다.
(다른 예:
19x + 14y = 16의 절반은
(19/2)x +7y = 8.
이렇게 x의 계수가 정확한 비가 되지 않을 경우, 비가 없는 경우이므로, 반드시 2로 나누어야 한다!)
이렇게 하여 연립방정식을 만들면
6x + 7y = 8
12x + 14y = 16
연립방정식 만들기는 아주 쉽다. 아래의 형식을 그대로 따라서 x, y, 그리고 z의 계수를 정하여 만들면 된다:
ax + by + cz = a
bx + cy + az = b
cx + ay + bz = c
위에서는 x = 1, y = 0, z = 0.
아래의 방정식은 x와 y의 계수가 서로 바뀌어 있다. 즉 위쪽은 x의 계수가 45, y의 계수가 23이지만, 아래쪽은 x의 계수가 23, y의 계수가 45인 형태이다:
45x − 23y = 113
23x − 45y = 91
더하면 : 68x − 68 y = 204 → 68 (x − y) = 204 → x − y = 3.
빼면 : 22x + 22y = 22 → 22 (x + y) = 22 → x + y = 1.
다시 더하면 : 2x = 4이므로 따라서 x = 2가 된다.
또다시 빼면 : – 2y = 2이므로 따라서 y = –1이 된다.
따라서 위 방정식의 해집합은 {2, -1}이 된다.

## 베다 수학으로 1/19 계산하기
분수 1/19는 2와 5 모두 나누어떨어지지 않는다. 그러면 직접 1/19를 필산하여 계산하는 수밖에 없다. 그러나 이것은 매우 복잡하고 많은 시간이 걸린다. 2와 5 또는 10 만 있으면 1/19를 구할 수 있다.
일단 맨 처음 1을 쓴다.
```
1
```

그리고 1을 두 배한 수 2를 1 앞에 쓴다.
```
21
```

2를 두 배 곱한 수 4, 4를 두 배 곱한 수 8를 각각 4는 2 앞에, 8은 4 앞에 쓴다.
```
421 → 8421
```

그렇게 되면 다음과 같이 자리올림수 1이 나온다.
```
68421

1 ← 올림수

```

그리고 다시 곱하는데 이때 곱하는 수는 6과 2를 곱하여 12 가 된다. 여기서 자리올림수 1 을 더하여 13을 쓴다.
```
368421

1 ← 올림수

```

계속하게 되면 다음과 같이 된다.
```
7368421 → 47368421 → 947368421

                 1

```

지금까지 우리는 9자리 수까지 계산하였다. 계산하여 18 자리가 되어야 한다. 지금까지 계산한 값의 1/2의 자릿수를 최소가 되게 배열하면 다음과 같이 된다.
```
052631578947368421
```

계산한 결과는 1/19 = 0.052631578947368421 이 된다.
다음은 계산 과정을 나타낸 것이다.
```
1
21
421
8421
68421 (올림수 1) – 8을 두 배하면 16이 되는데, 이 때는 일의 자리수만 쓴다. 올림수는 그대로 남겨둔다.
368421 (올림수 1) – 6을 두 배하면 6*2 + 올림수 1 = 13이 되는데, 역시 일의 자리수만 쓴다. 올림수는 그대로 남겨둔다.

18자리까지 계산하게 되면 (19–1. 이것은 1/29의 경우는 28 자리까지) 다음과 같이 된다.
1/19 = 052631578947368421
       10100111101011000

```

## x를 곱하기

### 5를 곱하기
1. 의외로 간단한 문제이다. x의 일의 자리 수가 1씩 올라갈 때마다 곱셉한 수도 5씩 올라가게 된다.
2. 이렇게 하면 곱한 수는 항상 홀수가 된다.

42x5=210 ←
4=2,2=1
43x5=215 ← 홀수

### 6을 곱하기
1. 5와 곱하는 방법과 역시 간단한 방법이다.
2. x의 일의 자리 수가 1씩 상승하면, 곱셈수에 5를 더한다.

6 × 357 = 2142

계산하면, 

7 은 홀수이므로 5를 더한다. 12가 되는데, 10을 초과하므로 2를 쓰고 1은 올림수로 남겨둔다.

5 + 1/2 of 7 (3) + 5 (5를 더한다) + 1 (자리올림) = 14. 4를 쓰고, 1은 올림수로 남겨둔다.

3 + 1/2 of 5 (2) + 5 (5를 더한다) + 1 (자리올림) = 11. 1을 쓰고, 1은 올림수로 남겨둔다.

0 + 1/2 of 3 (1) + 1 (자리올림 한다) = 2. 2를 쓴다.

### 7을 곱하기
1. 수의 1/2를 더한다.
2. 수가 홀수이면 5를 더한다.

ex) 46×7=322

### 8을 곱하기
1. 10에서 1의 자리수를 뺀다.
2. 9에서 10의 자리수를 뺀다.
3. 두 개의 뺄셈 결과를 더한다.
4. 그리고 2를 더한다.

### 9를 곱하기
이 방법은 어려우므로 차근차근 해 보자.
1. 10에서 1의 자리수를 뺀다.
2. 만약 계속 계산이 가능하면 9에서 10의 자리수를 빼고 더한다.
3. 마지막으로 1을 뺀 값을 쓴다.

2,130 × 9 = 19,170
1. 10 - 0 = 10. 0을 쓰고, 1은 자리올림수로 남겨둔다.
2. 9 - 3 = 6; 6 + 0 + 1 (자리올림) = 7. 7을 쓴다.
3. 9 - 1 = 8; 8 + 3 = 11. 1을 쓴다. 1은 자리올림수로 남겨둔다.
4. 9 - 2 = 7; 7 + 1 + 1 (자리올림) = 9. 9를 쓴다.
5. 2 - 1 = 1. 1을 쓴다.